# Artur Janusiak

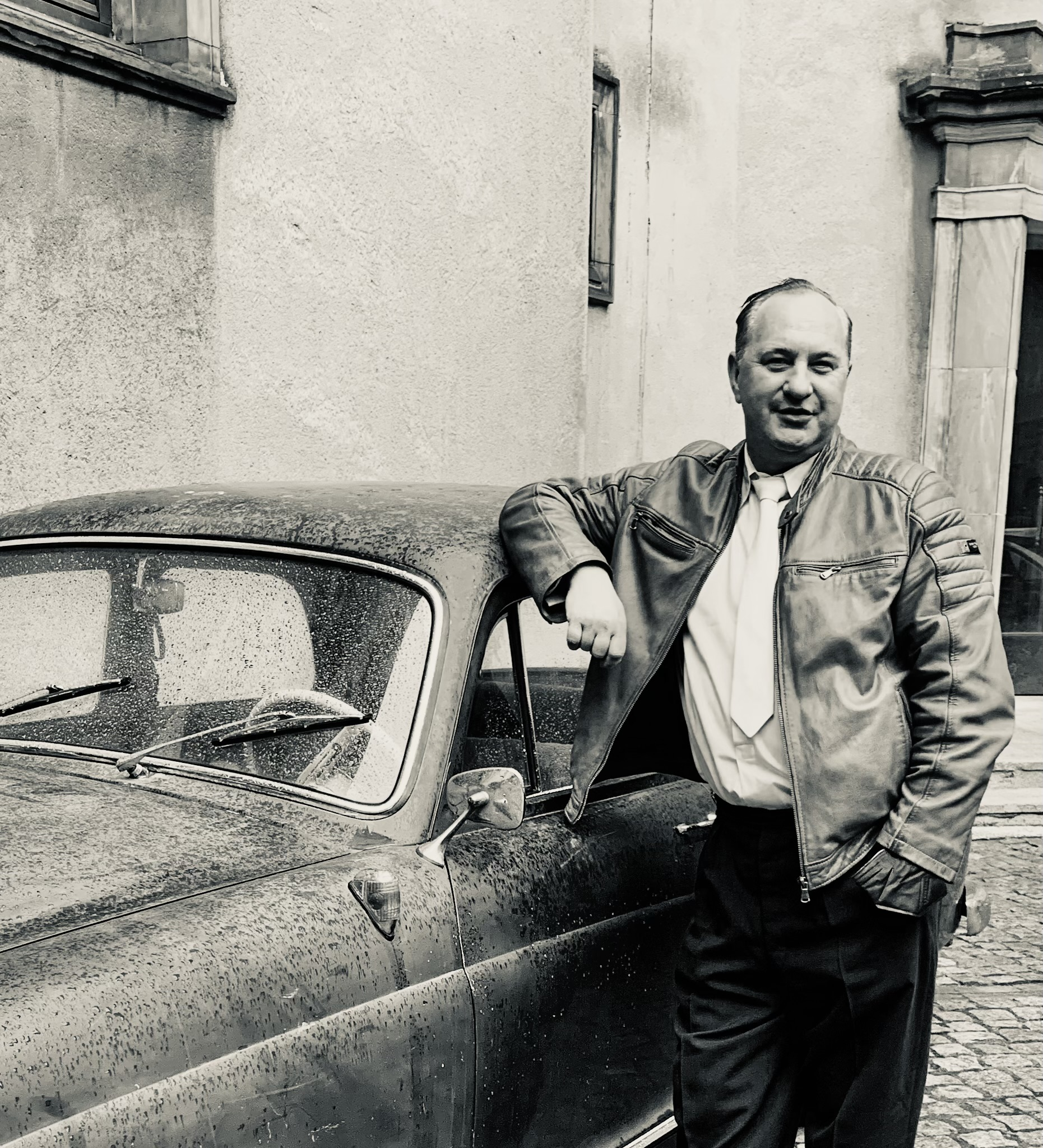

Artur Janusiak (ur. 5 lutego 1971 w Szczecinie) – polski aktor telewizyjny, filmowy, teatralny i dubbingowy. Menadżer kultury.

## Życiorys
W 1995 roku ukończył Państwową Wyższą Szkołę Teatralną w Warszawie i został zaangażowany do Teatru Polskiego im. Arnolda Szyfmana w Warszawie. Z tym teatrem był związany w latach 1995–2009, gdzie zadebiutował w spektaklu Kram z piosenkami Leona Schillera w reżyserii Barbary Fijewskiej. W latach 2009–2010 pełnił funkcję zastępcy dyrektora Teatru Na Woli w Warszawie. Od sierpnia 2017 roku był związany z Teatrem Ateneum im. Stefana Jaracza w Warszawie pełniąc funkcję zastępcy dyrektora d.s. administracyjnych, a latach 2020–2021 p.o. dyrektora  teatru. Współpracował również z Teatrem Miejskim w Lesznie.
3 października 2020 roku otworzył nową scenę Teatru Ateneum im. Stefana Jaracza w Warszawie - Scenę 20 premierą sztuki Kwartet Ronalda Harwooda w reżyserii Wojciecha Adamczyka,  z udziałem Magdaleny Zawadzkiej, Marzeny Trybały, Krzysztofa Gosztyły i Krzysztofa Tyńca.

## Filmografia

### Filmy
- 1994: Szczur
- 1995: Wielki tydzień
- 2003: Pogoda na jutro jako lekarz
- 2003: Sloow jako Jarek
- 2008: Ile waży koń trojański? jako lekarz
- 2008: Mała wielka miłość jako taksówkarz
- 2008: Senność jako taksówkarz
- 2008: Magiczne drzewo jako kucharz
- 2009: Popiełuszko. Wolność jest w nas jako agent
- 2009: Zero jako policjant
- 2009: Miasto z morza jako konduktor w pociągu
- 2010: Trzy minuty. 21:37 jako strażnik miejski w parku
- 2010: Różyczka jako SB-ek Zawadzki
- 2010: Maraton tańca jako Cesiek
- 2013: Ida jako milicjant
- 2014: Wkręceni jako miejscowy przedsiębiorca
- 2014: Jeziorak jako aspirant Wyciech
- 2016: Po prostu przyjaźń jako murarz
- 2016: Planeta singli jako ojciec Eli
- 2016: Les innocentes jako żołnierz radziecki
- 2018: Miłość jest wszystkim jako majster Smardzewski
- 2018: 53 wojny jako fachowiec
- 2020: Polot – jako pułkownik Koseła
- 2022: Apokawixa jako dyrektor szkoły

Źródło: Filmpolski.pl.

### Seriale
- 1997–2000: Dom – jako
  - robotnik w FSO (odc. 17, 18 i 20)
  - mechanik Ekstra-Mocnego (odc. 25)
- 1997: Boża podszewka jako bolszewik
- 1997: Klan jako realizator dźwięku
- 1998: Ekstradycja 3 jako agent BOR-u (odc. 2)
- 1999: Ja, Malinowski (odc. 14)
- 1999: Palce lizać jako właściciel fermy (odc. 6)
- 1999: Pierwszy milion
- 2000: Przeprowadzki jako Mieczysław Szczygieł
- 2001–2019: Na dobre i na złe – jako
  - sąsiad Ziębów (odc. 60)
  - Karol Jarocki (odc. 166)
  - Zbigniew Sikorka ps. „Zdrajca”, pedofil (odc. 733, 737, 738, 740)
- 2002–2006: M jak miłość – jako
  - grzybiarz (odc. 97)
  - znajomy Marka (odc. 448)
- 2002–2009: Samo życie jako Mariusz Snopkiewicz
- 2003: Defekt jako lekarz
- 2003–2009: Na Wspólnej
- 2003: Tygrysy Europy 2 jako gość na weselu
- 2004: Kryminalni jako konduktor (odc. 13)
- 2004: Męskie-żeńskie jako pielęgniarz (odc. 4)
- 2004: Talki z resztą jako Darek Boniatowski (odc. 6)
- 2005: Bulionerzy jako lekarz (odc. 48)
- 2011–2012: Pierwsza miłość jako lekarz
- 2006: Kopciuszek jako Ryszard Marczyk
- 2006: Magda M. jako policjant (odc. 27)
- 2006–2009: Plebania – jako
  - trener
  - Walter
- 2006–2014: Ranczo – jako
  - mężczyzna (odc. 9)
  - Marian (odc. 92)
- 2006: U fryzjera jako mężczyzna (odc. 6)
- 2007: Pogoda na piątek
- 2007: Pitbull jako policjant (odc. 6)
- 2007: Dwie strony medalu jako Skibiński (odc. 68 i 101)
- 2007: Ekipa jako inspektor Drabisz (odc. 3 i 4)
- 2007: Faceci do wzięcia jako urzędnik USC (odc. 24)
- 2007: Odwróceni jako Mirosław Żuk „starszy Gołąb”, syn „Ptaśka”
- 2007: Regina jako Robert Muszka
- 2008: Hotel pod żyrafą i nosorożcem jako burmistrz
- 2008: Magiczne drzewo jako kucharz (odc. 10)
- 2008: Mała wielka miłość jako taksówkarz (odc. 4)
- 2008: Niania jako strażnik (odc. 105)
- 2008: Trzeci oficer jako właściciel samochodu (odc. 4 i 5)
- 2009: Popiełuszko. Wolność jest w nas jako agent
- 2009: Czas honoru jako Stankiewicz, pracownik prosektorium (odc. 14 i 17)
- 2009: Miasto z morza jako konduktor w pociągu (odc. 1)
- 2010: Hotel 52 jako prezes firmy farmaceutycznej (odc. 10)
- 2010: Ratownicy jako komendant powiatowy (odc. 8)
- 2011: Linia życia jako kierownik
- 2011: Układ warszawski jako glina (odc. 9)
- 2011–2012: Ojciec Mateusz – jako
  - Stefan Rapacki (odc. 75)
  - komendant Tadeusz Karpiuk (odc. 95, 97 i 98)
- 2012: Barwy szczęścia jako Tkacz
- 2013: Prawdziwe życie jako prezes federacji sportowej (odc. 4)
- 2014: Przyjaciółki jako Jasiński (odc. 44 i 45)
- 2014: Wataha jako policjant Tomek (odc. 5 i 6)
- 2014: Blondynka jako ochroniarz (odc. 28)
- 2015: Mąż czy nie mąż jako adwokat (odc. 11)
- 2016: Pakt – jako policjant (odc. 5)
- 2016: Druga szansa – jako strażnik (odc. 7, 10)
- 2017: Belle Epoque jako dyrektor Marcinkowski (odc. 5)
- 2017: Niania w wielkim mieście jako Piotr, portier w kamienicy (odc. 3)
- 2017: O mnie się nie martw – jako ojciec Uli (odc. 90)
- 2017−2019: Wojenne dziewczyny – jako
  - cywil (odc. 5)
  - Willi (odc. 22, 23)
  - oficer Gestapo (odc. 27)
- 2019: Pod powierzchnią – jako kurator (odc. 9)
- 2019: 39 i pół tygodnia – jako policjant (odc. 8, 9)
- 2020: Stulecie Winnych – jako dyrektor Jaśka (odc. 25)
- 2020: Szadź – jako dziekan (odc. 1, 4)
- 2023: 1670 – jako chłop Lesław

Źródło: Filmpolski.pl.

### Głosy
- 1987: Kacze opowieści (druga wersja dubbingowa)
- 1993: Jabba Dabba Doo!
- 2002: Kasia i Tomek – poczciarz (seria I, odc. 26)
- 2012–2014: Hotel 13 –
  - notariusz (odc. 79-80),
  - mężczyzna przetrzymujący Simona (odc. 134, 136, 139-140, 142, 145-152, 155)
- 2013: Jeździec znikąd – Clayton
- 2014: Strażnicy Galaktyki
- 2014: Gang Wiewióra
- 2014: Grzmotomocni – Hank Grzmotomocny
- 2017: Twój Vincent –
  - Paul Gauguin,
  - różne role